# 船橋市立旭中学校
船橋市立旭中学校（ふなばししりつ あさひちゅうがっこう）は、千葉県船橋市旭町二丁目にある公立中学校。通称は「あっ中」。

## 概観
船橋市で一番新しい中学校である。平成18年度の生徒数は416名。特別支援学級も設置されている。平成18年度には「県教育功労賞」を受賞した。

## 教育目標
「ゆたかな心を持ち、明るい未来を拓く生徒の育成」

## 沿革
- 1985年(昭和60年) - 法田中学校、行田中学校の生徒増に伴い、上山二丁目、三丁目、馬込町、旭町、前貝塚町の学区を分離し、船橋市立旭中学校の名称で開校

## シンボル

### 校歌
- 作詞: 岩沢文雄
- 作曲: 寺内昭（『ばあやの里』作曲家）

## 主な学校行事
- 4月 - 入学式、新入生歓迎会
- 5月 - 3年修学旅行、1･2年校外学習、生徒総会
- 7月 - 壮行会、夏季休業
- 9月 - 体育祭
- 11月 - 合唱祭
- 3月 - 卒業式、三年生を送る会

## 部活動

### 運動部
- 陸上部（男・女）令和4年度船橋市総合体育大会男女総合優勝、複数名が県大会、関東大会、全国大会に出場
- 野球部（男子）
- サッカー部（男子）
- バスケットボール部（男・女）
- 卓球部（男子）平成22年度市総体ダブルス準優勝、平成22年度県総体同ダブルスベスト16、平成27年度秋季大会団体戦準優勝
- 女子ソフトテニス部（女子）平成22年度市総体団体3位入賞
- バレーボール部（男・女）
- 駅伝　平成22年度市総体男子7位入賞、女子6位入賞

### 文化部
- 吹奏楽部（男・女）平成24年度第54回千葉県吹奏楽コンクール予選A部門にて金賞受賞、本選出場
- JRC部
- 科学技術部
- 文芸部

この他、夏季限定で相撲部・体操部・水泳部・柔道部・剣道部などがある。

## 著名な出身者
- 村田龍一 - 柔道家
- 川端倖明 - 柔道家
- 山崎正貴 - プロ野球選手
- 松本潮霞 - ウェイトリフティング選手
- 風間歩佳 - マラソン選手

## 交通
- 東武野田線馬込沢駅から徒歩約10分

## 周辺施設
- 船橋市立夏見総合運動公園

## その他
- 修学旅行先は関西方面、2年時には鎌倉で校外学習が行われている。
- 近隣の店舗や保育園、テレビ船橋、船橋警察署、アンデルセン公園などで職業体験を行っている。